# Otto Frey (Baumeister)
Otto Frey (* 9. Oktober 1877 in Alsfeld/Hessen; † 7. Oktober 1952 in Göttingen) war ein deutscher Bauingenieur, Baubeamter und Stadtbaurat in Göttingen.

## Leben und Wirken
Nach einem 1896 am Ludwig-Georgs-Gymnasium in Darmstadt abgelegten Abitur studierte Otto Frey Bauingenieurwesen an den Technischen Hochschulen in Darmstadt und München. Seine ersten Berufsstationen waren die Stadtverwaltungen u. a. in Darmstadt, Worms, Mannheim und Gießen. 1905 legte er seine Prüfung als Regierungsbaumeister ab. 1908 folgte er einem Ruf des Göttinger Stadtbaurats Friedrich Jenner nach Göttingen. 1909 bekam Frey den Posten des Stadtbaurats von Jenner übertragen, der 1908 zum hauptamtlich besoldeten Senator ernannt worden war. Gemeinsam bauten sie noch 1909–1910 die Gewerbeschule. Ab 1911 arbeitete Otto Frey dann selbstständig, vor allem in enger Zusammenarbeit mit dem sachkundigen Bürgervorsteher Ernst Honig. Bis zum Ersten Weltkrieg entstanden unter Freys Leitung mehrere große öffentliche Gebäude. Im Ersten Weltkrieg erlitt Frey eine Beinwunde; von 1916 bis 1918 diente er als Pionierhauptmann an der Front.
Nach dem Ersten Weltkrieg wurden von ihm vor allem die Kanalbauarbeiten, die Regulierung der Leine und die ersten Kriegsversehrtensiedlungen vorangetrieben. Nach dem Tod Jenners erhielt Frey 1928 auch den Posten eines Senators. 1937 wurde die Bezeichnung des Stadtbaurats durch den Titel Stadtbaudirektor abgelöst.
Während der Zeit der Weimarer Republik konnte Frey Arbeitsbeschaffungsmittel für zwei Projekte erlangen, den Bau des Freibades am Brauweg und im Verlauf der Groner Landstraße den Bau der neuen Leinebrücke. Frey konnte trotz knapper Kassen überzeugend darlegen, dass ohne die neue Leinebrücke die Regulierung der Leine (Hochwasserschutz) nicht funktionieren konnte. Dazu musste die gesamte Eisenbahntrasse im Stadtgebiet um rund 2 Meter angehoben und zum Teil verlegt werden.
Während der Zeit des Nationalsozialismus blieb Frey im Amt. Akten belegen, dass er 1942 den Einsatz sowjetischer Kriegsgefangener für das Bauwesen organisierte.
Nach 38 Jahren im Dienst der Stadt Göttingen trat Otto Frey im Juni 1946 mit 69 Jahren in den Ruhestand. Sein Nachfolger als Stadtbaudirektor wurde Karl Grabenhorst. Otto Frey starb 1952 wenige Tage vor seinem 75. Geburtstag an den Folgen eines Unfalles.

## Ehrungen
1945 erhielt Otto Frey die Ehrenplakette der Stadt Göttingen für seine Verdienste als Stadtbaumeister, „der in zahlreichen Bauten als feinsinniger Stadtgestalter sich zeigte und damit das Bild unserer Stadt Göttingen in künstlerischer Form verschönert hat“.
Im Jahr nach Otto Freys Pensionierung wurde 1953 die unter seiner Leitung erbaute große Leinebrücke Otto-Frey-Brücke genannt.

## Bauten in Göttingen
Das architektonische Werk von Otto Frey ist nicht erforscht und die folgende Zusammenstellung vorläufig:
- 1903–1906 mit Friedrich Jenner: Stadtbadehaus am Stumpfebiel (1968 abgerissen)[14]
- 1909–1910 mit Friedrich Jenner: Städtische Gewerbeschule, Ritterplan 6[7][15][3]
- 1911–1913: Höhere Mädchenschule (heute Hainberg-Gymnasium), Friedländer Weg 19[7][3]
- 1912: Städtisches Krankenhaus, Groner Landstraße[7]
- 1912–1913: Städtische Sparkasse[7][3]
- 1913: Jahn-Spielfeld[4][3]
- 1922–1923: Regulierung des Flussbetts der Leine[7][3]
- 1926–1927: Schützenhaus an der Hildebrandstraße[4][3]
- Siedlung Treuenhagen[4][3]
- Siedlung am Egelsberg[4][3]